# Бабск (Лодзинское воеводство)
Бабск (пол. Babsk) — деревня в Польше, Лодзинское воеводство, Равский повят, гмина Бяла-Равска, Население около 700 человек. Расположен в центре страны, в 70 километрах к юго-западу от Варшавы. Впервые упомянута в XIV веке.
В деревнe находятся: костёл и колокольня 1809 года постройки, усадьба бывших владельцев села (1830 год), кладбище с гробницей Константии Гладковской — первой любви Фридерикa Шопенa и заповедник «Бабск».

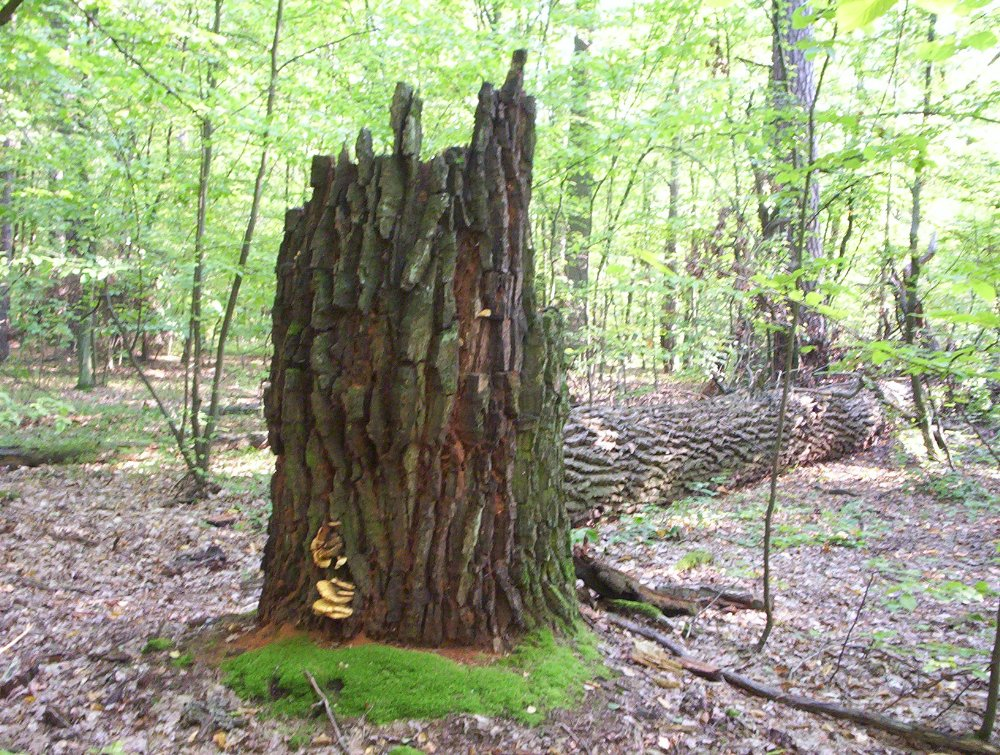
Заповедник Бабск

У Бабска 3 сентября 1989 в автокатастрофе погиб Гаэтано Ширеа, итальянский футболист, чемпион мира 1982 года.